# Придонное течение в Босфоре
Придонное течение в Босфоре — течение сильно солёной воды из Мраморного моря через Босфор и вдоль морского дна Чёрного моря.
Жёлоб, по которому ориентировано течение, имеет глубину около 35 метров, ширину 1 км и длину около 60 км. Скорость течения воды доходит до 6,5 км/ч, то есть каждую секунду через канал проходит 22 тыс. м³ воды. У течения обнаружены элементы, свойственные поверхностным рекам, такие как берега. Интересно, что водовороты в этой подводной реке закручиваются не против часовой стрелки (как в обычных реках Северного полушария благодаря силе Кориолиса), а по ней.
Канал был, предположительно, образован около 6 тысяч лет назад, когда уровень моря приближался к текущему положению. Воды Средиземного моря переливались в акваторию Чёрного моря и образовали сеть желобов, которые активны и по сей день. У воды бо́льшая солёность и концентрация седиментов, чем у окружающей её воды, поэтому она стекает под силой тяжести и, возможно, поставляет питательные вещества на абиссальные равнины, которые иначе бы были безжизненны.
Течение было обнаружено учёными из Лидсского университета 1 августа 2010 года. На базе сонарного зондирования ранее было известно о существовании на океаническом дне каналов, причём один из крупнейших таких каналов тянется от устья Амазонки в Атлантический океан. Предположение, что данные каналы образованы течениями подтвердилось лишь с обнаружением подводной реки в Чёрном море. Сила и непредсказуемость таких потоков обусловливает невозможность их прямого исследования, поэтому учёными использовались автономные подводные аппараты.